# Nitro (Virginia Occidentale)
Nitro è un comune degli Stati Uniti d'America, tra le contee di Kanawha e Putnam nello Stato della Virginia Occidentale.